# Heroica Coscomatepec de Bravo
Heroica Coscomatepec de Bravo är en ort i Mexiko.   Den ligger i kommunen Coscomatepec och delstaten Veracruz, i den sydöstra delen av landet, 220 km öster om huvudstaden Mexico City. Heroica Coscomatepec de Bravo ligger 1 543 meter över havet och antalet invånare är 12 920.
Terrängen runt Heroica Coscomatepec de Bravo är huvudsakligen kuperad, men söderut är den bergig. Terrängen runt Heroica Coscomatepec de Bravo sluttar österut. Runt Heroica Coscomatepec de Bravo är det tätbefolkat, med 276 invånare per kvadratkilometer. Närmaste större samhälle är Huatusco de Chicuellar, 11,8 km nordost om Heroica Coscomatepec de Bravo. I omgivningarna runt Heroica Coscomatepec de Bravo växer i huvudsak städsegrön lövskog.